# Медведівська сільська рада (Чигиринський район)
Медве́дівська сільська́ ра́да — адміністративно-територіальна одиниця та орган місцевого самоврядування в Чигиринському районі Черкаської області. Адміністративний центр — село Медведівка.

## Загальні відомості
- Населення ради: 1 843 особи (станом на 2001 рік)

## Населені пункти
Сільській раді підпорядковані населені пункти:
- с. Медведівка
- с. Івківці

## Склад ради
Рада складається з 16 депутатів та голови.
- Голова ради:
- Секретар ради: Легоняк Олена Миколаївна

### Керівний склад попередніх скликань
| Прізвище, ім'я, по батькові    | Основні відомості                                                                                  | Дата обрання | Дата звільнення |
| ------------------------------ | -------------------------------------------------------------------------------------------------- | ------------ | --------------- |
| Діскант Олександр Анатолійович | Сільський голова, 1966 року народження, освіта вища, член Всеукраїнського об'єднання «Батьківщина» | 26.03.2006   | 31.10.2010      |
| Діскант Олександр Анатолійович | Сільський голова, 1966 року народження, освіта вища, член Партії регіонів                          | 31.10.2010   | 12.05.2014      |

Примітка: таблиця складена за даними сайту Верховної Ради України

### Депутати
За результатами місцевих виборів 2010 року депутатами ради стали:

#### За суб'єктами висування
| Суб'єкт висування | Кількість обраних депутатів | %    |
| ----------------- | --------------------------- | ---- |
| Партія регіонів   | 9                           | 56,3 |
| Самовисування     | 6                           | 37,5 |
| Народна партія    | 1                           | 6,3  |

#### За округами
| № округу        | Прізвище, ім'я, по батькові    | Дата визнання обраним | Освіта  | Партійна приналежність | Відомості про обраного депутата                                                    |
| --------------- | ------------------------------ | --------------------- | ------- | ---------------------- | ---------------------------------------------------------------------------------- |
| Народна Партія  |                                |                       |         |                        |                                                                                    |
| 13              | Сивокінь Сергій Леонідович     | 03.11.2010            | вища    | член Народної партії   | Медведівська ПМК, начальник                                                        |
| Партія регіонів |                                |                       |         |                        |                                                                                    |
| 1               | Одинець Олександр Григорович   | 03.11.2010            | вища    | позапартійний          | приватний підприємець                                                              |
| 2               | Кітляр Іван Петрович           | 03.11.2010            | вища    | позапартійний          | СТОВ «Тясмин», бригадир                                                            |
| 4               | Лісовий Олександр Петрович     | 03.11.2010            | вища    | позапартійний          | Чигиринське відділення ДАІ, інспектор                                              |
| 6               | Легоняк Олена Миколаївна       | 03.11.2010            | вища    | позапартійна           | Медведівська сільська рада, секретар                                               |
| 8               | Казначей Віктор Григорович     | 03.11.2010            | вища    | позапартійний          | тимчасово не працює                                                                |
| 9               | Казначей Микола Григорович     | 03.11.2010            | вища    | позапартійний          | тимчасово не працює                                                                |
| 11              | Сивокінь Артем Сергійович      | 03.11.2010            | вища    | позапартійний          | Чигиринський РВ ГУ МНС, начальник караула                                          |
| 15              | Підгорна Валентина Яківна      | 03.11.2010            | середня | позапартійна           | тимчасово не працює                                                                |
| 16              | Кобильник Степан Васильович    | 03.11.2010            | середня | позапартійний          | приватний підприємець                                                              |
| Самовисування   |                                |                       |         |                        |                                                                                    |
| 3               | Смолінська Катерина Григорівна | 03.11.2010            | вища    | член Партії регіонів   | Медведівська дільнична лікарня, кухар                                              |
| 5               | Мироненко Людмила Іванівна     | 03.11.2010            | вища    | член Партії регіонів   | Медведівська загальноосвітня школа, вчитель                                        |
| 7               | Запорожець Віктор Михайлович   | 03.11.2010            | вища    | член Партії регіонів   | Медведівська загальноосвітня школа, охоронець                                      |
| 10              | Кривошея Володимир Арсенович   | 03.11.2010            | вища    | член Партії регіонів   | Медведівська загальноосвітня школа, вчитель                                        |
| 12              | Синицька Валентина Леонідівна  | 03.11.2010            | вища    | член Партії регіонів   | Чигиринський територіальний центр обслуговування пенсіонерів, соціальний працівник |
| 14              | Стеблина Любов Володимирівна   | 03.11.2010            | вища    | член Партії регіонів   | приватний підприємець                                                              |